# バッカスへの奉献 (スタンツィオーネ)
『バッカスへの奉献』（バッカスへのほうけん、西: Sacrificio a Baco、英: Sacrifice to Bacchus）は、17世紀イタリア・バロック期の画家マッシモ・スタンツィオーネが1634年ごろ、キャンバス上に油彩で制作した絵画である。右側の器に画家の署名が記されている。本来、マドリードのブエン・レティーロ宮殿の装飾用に制作された絵画であるが、1666年にはマドリード旧王宮に移された。現在、プラド美術館に所蔵されている。

## 背景

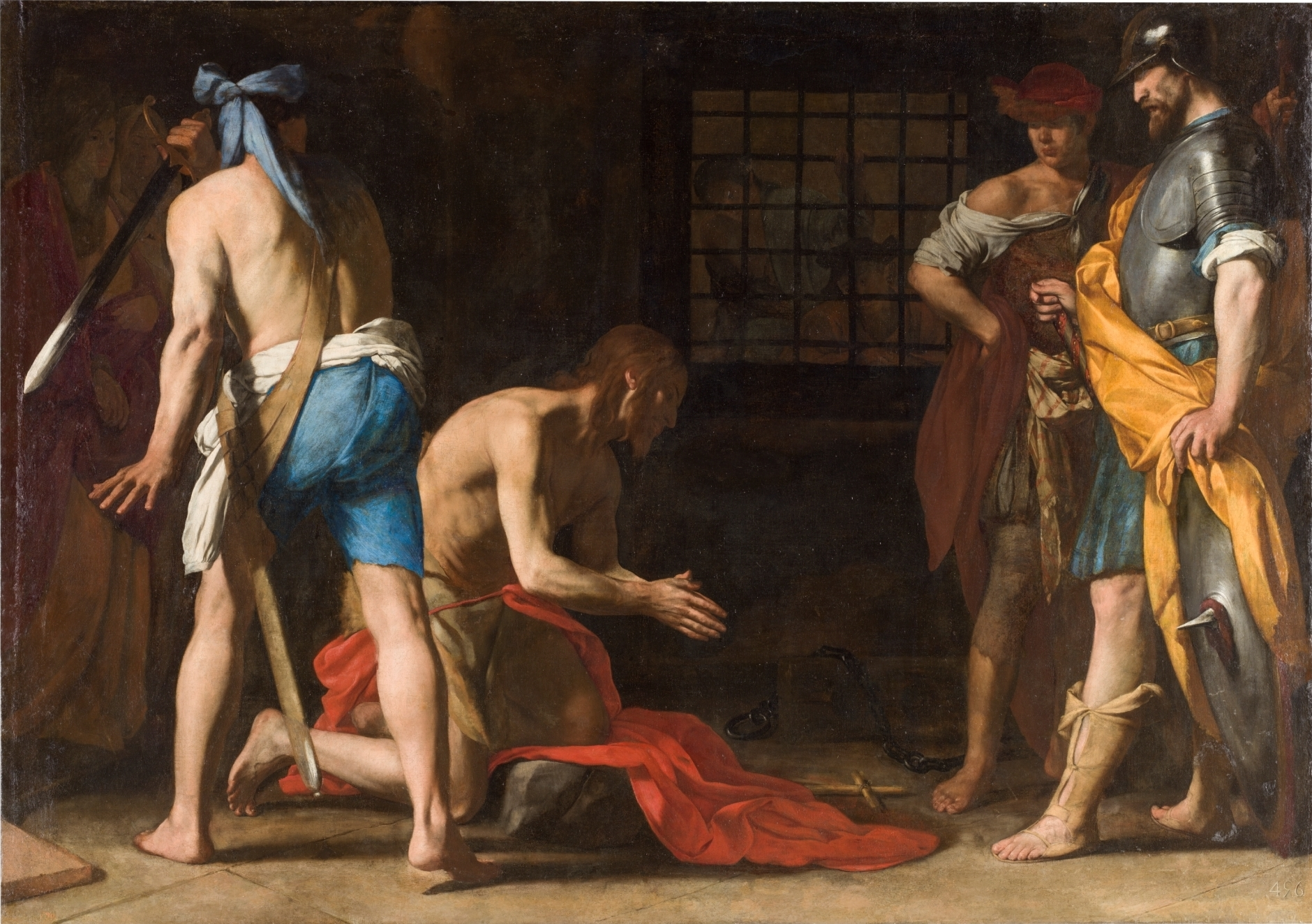
マッシモ・スタンツィオーネ『洗礼者聖ヨハネの斬首』 (1634年ごろ)、プラド美術館、マドリード

この絵画は、旧王宮に収蔵されていた時期にはホセ・デ・リベーラの『バッカスの寓話』 (3つの断片のみ現存している) と並べて掛けられていた。パオロ・ドメニコ・フィノッリア の『バッカスの勝利』 (プラド美術館) 、ニコラ・プッサンの『プリアプスへの奉献』 (サンパウロ美術館) などの作品とともに古代の異教信仰を描いた一連の絵画に属していたのかもしれない。
本作は様式的に1634-1635年に描かれたと思われる。この制作年は、リベーラの上述の作品や、スタンツィオーネがブエン・レティーロ宮殿のために描いた洗礼者ヨハネの生涯の4つの場面の連作 (プラド美術館) と同時期である。ナポリ総督であったモンテレイ伯爵 (Count of Monterrey) マヌエル・デ・アセヴェード・イ・スニガは、ナポリ在住の最も傑出した画家であったスタンツィオーネに直接、本作を依頼したに違いない。

## 作品
バッカスはユーピテルとセメレーの間に生まれた酒の神で、通常、頭部にブドウの葉の冠を着け、テュルソスを持った姿で表される。画面には、左寄りのバッカスの彫像に花、果物、ワインを捧げ持っている女性と子供たちの集団が描かれている。これらの人々はバッカスの崇拝者「バッカンテ」である。毛皮を纏い、ブドウの蔓と葉を身に着けた彼らはワインに酔い、熱狂的に叫び (オウィディウスの『変身物語』第2巻) つつ、タンバリンを鳴らし、放埓に踊っている。左の子供が乗るヤギと、右端の女性が運ぶヤマシギは、どちらもおそらく生贄であろう。2人の子供たちがバケツからブドウを取り出し、1人はその果汁を絞って口に入れている。
スタンツィオーネは本作を描くにあたり、ルネサンス期ヴェネツィア派の巨匠ティツィアーノがアルフォンソ1世・デステのために描いた3点の神話画、すなわち『ヴィーナスへの奉献』、『アンドロス島のバッカス祭』 (ともにプラド美術館)、そして『バッカスとアリアドネ』 (ロンドン・ナショナル・ギャラリー) を参照している。スタンツィオーネは、これらの作品が当時あったローマで見たに違いない。文献で引用されているわけではないものの、人物の反転するポーズの手法、衣服の垂れ具合、静物 (本作の最も魅力的な細部の1つ) の細部に向けられた配慮、空に映える器や楽器、色彩の彩度などにスタンツィオーネのティツィアーノへの依拠が見てとれる。

## ギャラリー

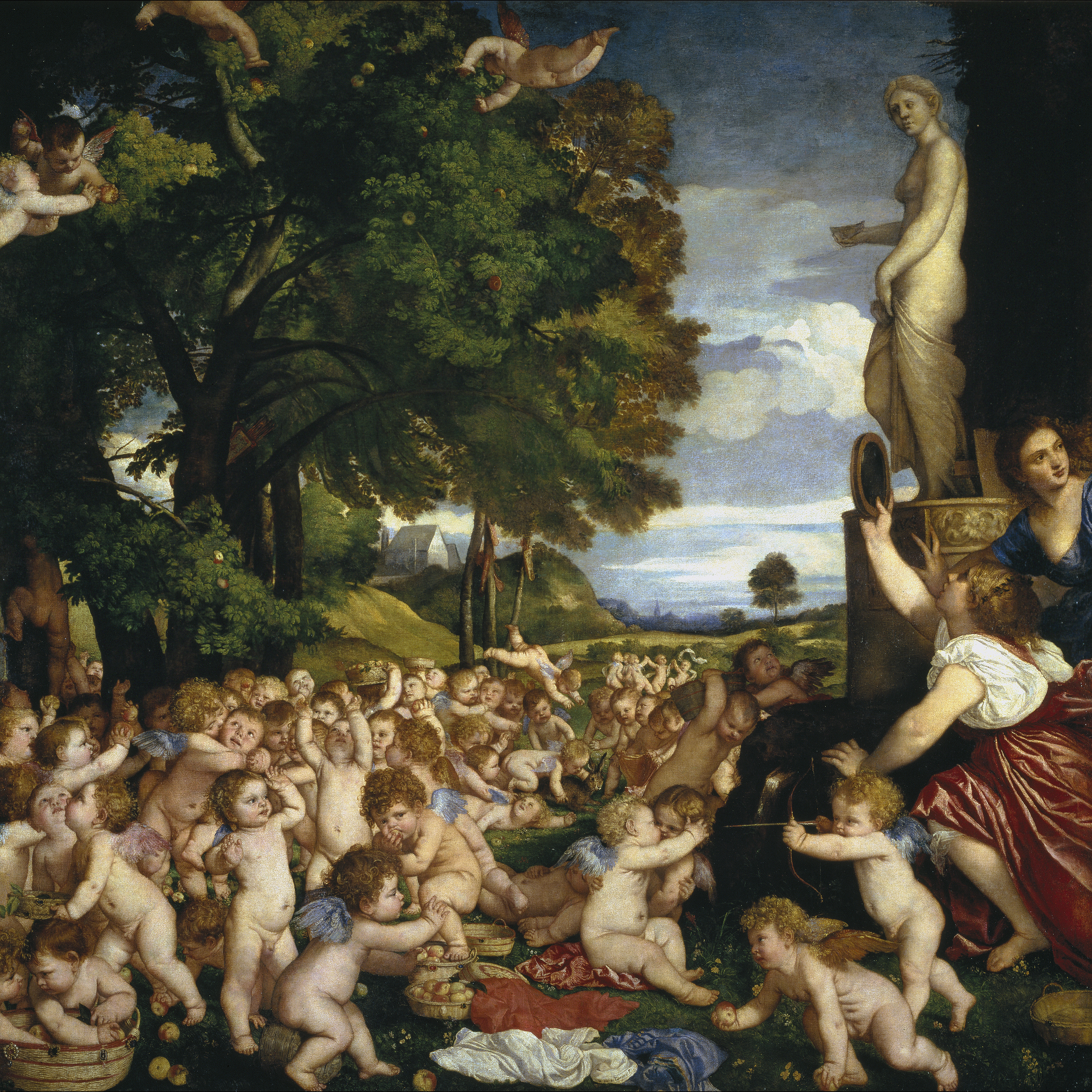
ティツィアーノ『ヴィーナスへの奉献』 (1523-1526年ごろ) プラド美術館、マドリード
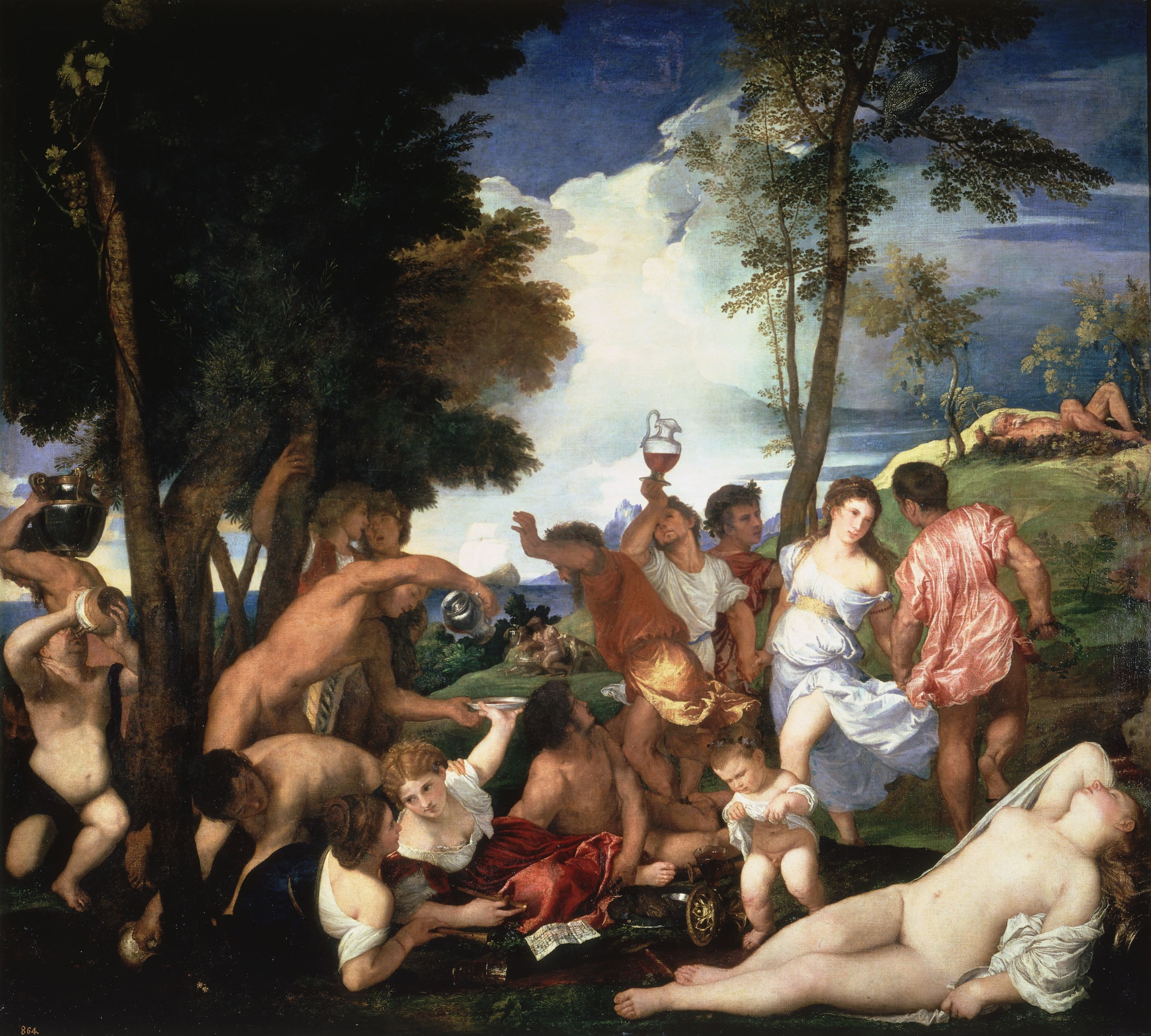
ティツィアーノ『アンドロス島のバッカス祭』(1523-1526年)、プラド美術館
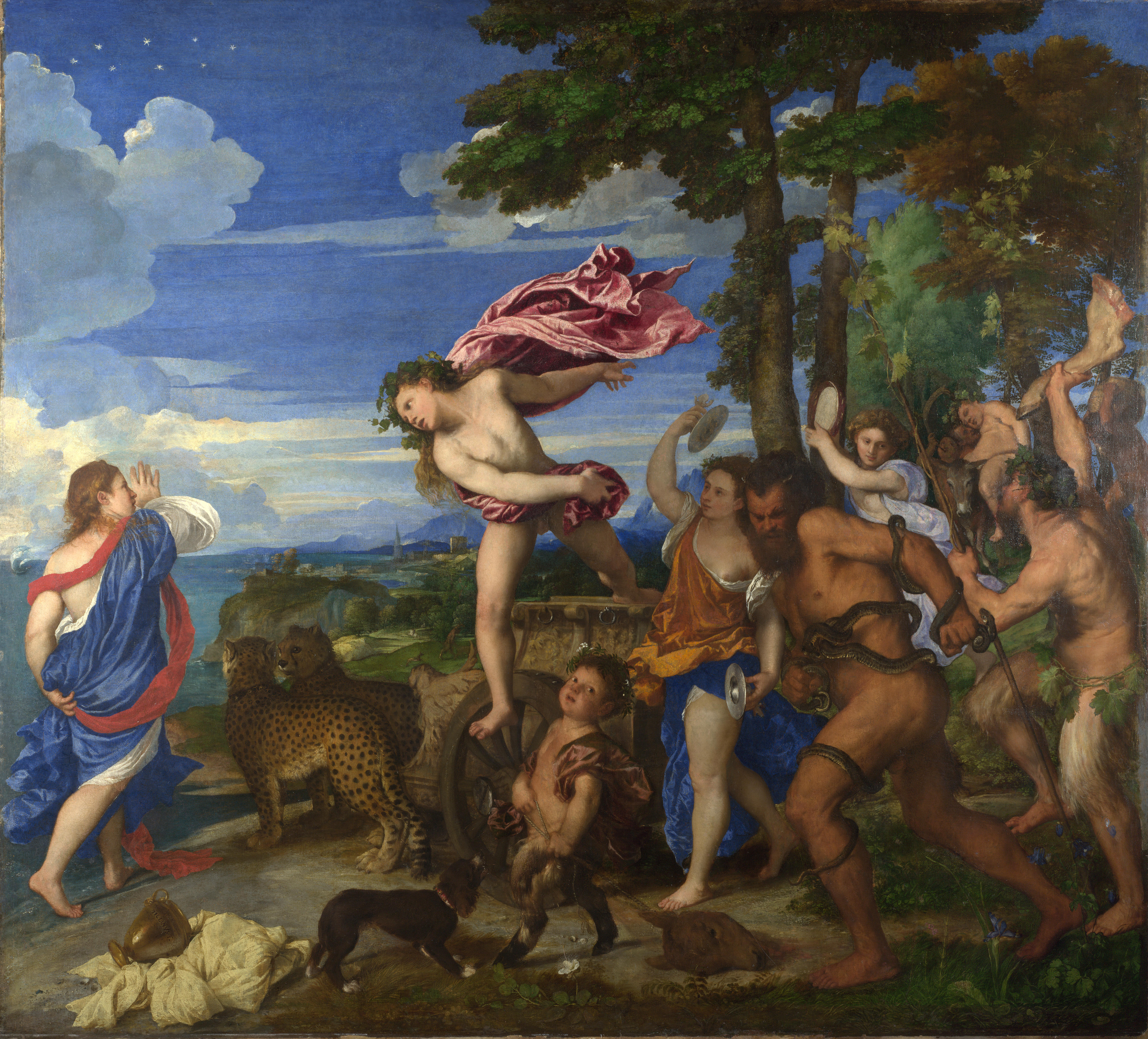
ティツィアーノ『バッカスとアリアドネ』(1523-1526年)、ナショナル・ギャラリー (ロンドン)